# Copa del Mundo de ciclismo en pista de 2017-2018

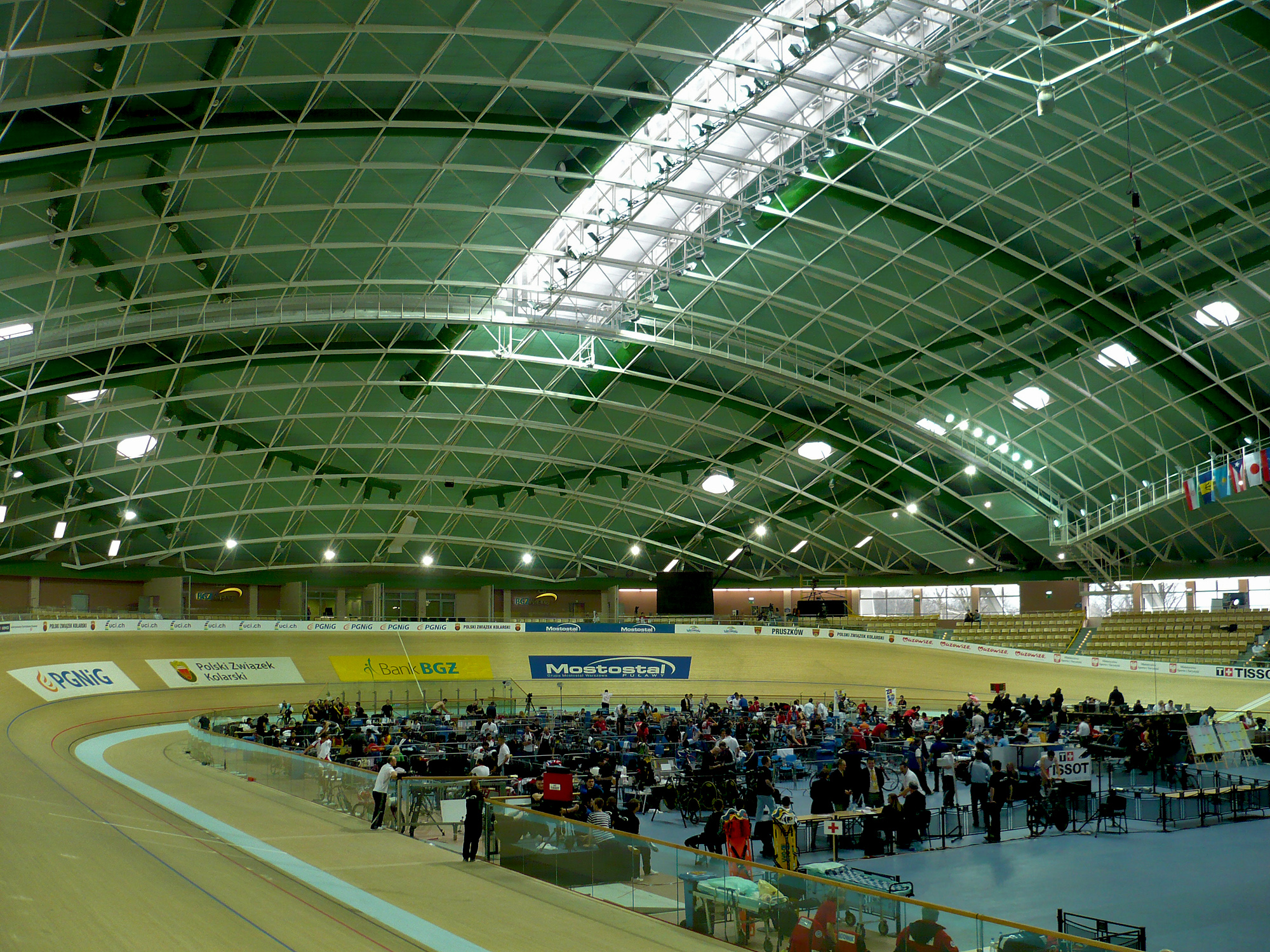
Interior del BGŻ Arena en Pruszków, Polonia.

La 26.ª edición de la Copa del Mundo de ciclismo en pista para el año 2017-2018 fue una serie de varias competencias de ciclismo en pista realizado entre el 3 de noviembre de 2017 y el 21 de enero de 2018 bajo la organización de la Unión Ciclista Internacional (UCI).

## Pruebas
La temporada de la Copa del Mundo se realizaron cinco competencias en diferentes países en la categoría CDM.
| Fecha                         | País        | Lugar             |
| ----------------------------- | ----------- | ----------------- |
| 3 al 5 de noviembre de 2017   | Polonia     | Pruszków          |
| 10 al 12 de noviembre de 2017 | Reino Unido | Mánchester        |
| 1 al 3 de diciembre de 2017   | Canadá      | Milton            |
| 8 al 10 de diciembre de 2017  | Chile       | Santiago de Chile |
| 19 al 21 de enero de 2018     | Bielorrusia | Minsk             |

### Pruszków, Polonia
La primera ronda se celebró en la ciudad de Pruszków en Polonia. La carrera se llevó a cabo durante tres días completos entre el 3 y el 5 de noviembre de 2017 en el velódromo Arena BGZ. El lugar fue sede de los Campeonatos de Europa júnior y menores de 23 en 2008, los Campeonatos del mundo en 2009 y el Campeonato Europeo de Ciclismo en Pista en 2010.

### Mánchester, Reino Unido
La segunda ronda se celebró en Mánchester en el Reino Unido. Esta ronda se llevó a cabo entre el 10 y el 12 de noviembre de 2017 en el Velódromo de Mánchester. La ciudad de Mánchester ha sido anfitriona de los Juegos de la Commonwealth de 2002, los Campeonatos del Mundo de 1996, 2000 y 2008 y siete veces ha sido anfitrión de una ronda de la copa mundial. Esta será la primera vez desde 2013 que el lugar ha organizado este evento.

### Milton, Canadá
La tercera ronda se celebró en Milton en Canadá. La carrera se llevó a cabo durante tres días completos entre el 1 y el 3 de diciembre de 2017 en el Centro Nacional de Ciclismo Mattamy. El lugar fue construido para los Juegos Panamericanos y Parapanamericanos 2015 que se celebraron en Toronto.

### Santiago de Chile, Chile
La penúltima ronda de esta temporada de la Copa del Mundo se celebró en Santiago de Chile. Esta ronda se realizó entre el 8 y el 10 de diciembre de 2017 en el Velódromo Peñalolén. El lugar ha sido sede de los Juegos Sudamericanos 2014 y de los Campeonatos Panamericanos de Ciclismo en Pista en el 2015.

### Minsk, Bielorrusia
La ronda final de la copa del mundo tuvo lugar en el Velódromo de Hong Kong en Hong Kong. El lugar ha sido sede de los Campeonatos de Europa de Pista en el 2009 y los Campeonatos del Mundo de Ciclismo en Pista en el 2013.

## Resultados

### Masculinos
| Evento                                           | Ganador                                                                   | Segundo                                                                              | Tercero                                                              |
| Pruszków (3 al 5 de noviembre de 2017)           | Pruszków (3 al 5 de noviembre de 2017)                                    | Pruszków (3 al 5 de noviembre de 2017)                                               | Pruszków (3 al 5 de noviembre de 2017)                               |
| ------------------------------------------------ | ------------------------------------------------------------------------- | ------------------------------------------------------------------------------------ | -------------------------------------------------------------------- |
| Velocidad Detalles                               | Matthew Glaetzer                                                          | Mateusz Rudyk                                                                        | Edward Dawkins                                                       |
| Velocidad por equipos Detalles                   | Países Bajos Jeffrey Hoogland Harrie Lavreysen Nils van 't Hoenderdaal    | Francia Benjamin Edelin Melvin Landerneau Quentin Lafargue                           | Reino Unido Jack Carlin Ryan Owens Joseph Truman                     |
| Persecución por equipos Detalles                 | Italia Francesco Lamon Liam Bertazzo Simone Consonni Filippo Ganna        | Alemania Felix Gross Theo Reinhardt Nils Schomber Domenic Weinstein                  | Rusia Lev Gonov Sergey Shilov Ivan Smirnov Dmitri Sokolov            |
| Keirin Detalles                                  | Matthijs Büchli                                                           | Joachim Eilers                                                                       | Sebastien Vigier                                                     |
| Carrera por puntos Detalles                      | Nikita Panassenko                                                         | Christos Volikakis                                                                   | Liam Bertazzo                                                        |
| Scratch Detalles                                 | Robbe Ghys                                                                | Edgar Stepanyan                                                                      | Roy Pieters                                                          |
| Madison Detalles                                 | Australia Cameron Meyer Callum Scotson                                    | Bélgica Kenny De Ketele Moreno De Pauw                                               | Francia Florian Maitre Benjamin Thomas                               |
| Omnium Detalles                                  | Niklas Larsen                                                             | Szymon Sajnok                                                                        | Claudio Imhof                                                        |
| Mánchester (10 al 12 de noviembre de 2017)       |                                                                           |                                                                                      |                                                                      |
| Velocidad Detalles                               | Harrie Lavreysen                                                          | Mateusz Rudyk                                                                        | Matthew Glaetzer                                                     |
| Velocidad por equipos Detalles                   | Alemania Joachim Eilers Robert Förstemann Maximilian Levy                 | BEAT Cycling Club Theo Bos Roy van den Berg Matthijs Büchli                          | Países Bajos Sam Ligtlee Nils van 't Hoenderdaal Jeffrey Hoogland    |
| Persecución por equipos Detalles                 | Reino Unido Steven Burke Ed Clancy Oliver Wood Kian Emadi                 | Dinamarca Casper Pedersen Casper von Folsach Julius Johansen Kristian Kaimer Eriksen | Francia Benjamin Thomas Florian Maitre Louis Pijourlet Thomas Denis  |
| Keirin Detalles                                  | Matthijs Büchli                                                           | Andriy Vynokurov                                                                     | Juan Peralta Gascon                                                  |
| Scratch Detalles                                 | Nikita Panassenko                                                         | Jon Mould                                                                            | Wim Stroetinga                                                       |
| Kilómetro Contrarreloj                           | Matthew Glaetzer                                                          | Eric Engler                                                                          | Callum Skinner                                                       |
| Madison Detalles                                 | Dinamarca Niklas Larsen Casper von Folsach                                | Francia Benjamin Thomas Morgan Kneisky                                               | Polonia Daniel Staniszewski Wojciech Pszczolarski                    |
| Ómnium Detalles                                  | Benjamin Thomas                                                           | Niklas Larsen                                                                        | Albert Torres                                                        |
| Milton (1 al 3 de diciembre de 2017)             |                                                                           |                                                                                      |                                                                      |
| Velocidad Detalles                               | Jeffrey Hoogland                                                          | Ethan Mitchell                                                                       | Jack Carlin                                                          |
| Velocidad por equipos Detalles                   | Nueva Zelanda Edward Dawkins Ethan Mitchell Sam Webster                   | Reino Unido Jack Carlin Philip Hindes Callum Skinner                                 | República Checa Martin Cechman Pavel Kelemen David Sojka             |
| Persecución por equipos Detalles                 | Nueva Zelanda Campbell Stewart Thomas Sexton Jared Gray Nicholas Kergozou | Canadá Derek Gee Adam Jamieson Jay Lamoureux Michael Foley                           | Suiza Gino Mäder Robin Froidevaux Lukas Rüegg Gaël Suter             |
| Keirin Detalles                                  | Harrie Lavreysen                                                          | Lewis Oliva                                                                          | Joachim Eilers                                                       |
| Omnium Detalles                                  | Niklas Larsen                                                             | Oliver Wood                                                                          | Gaël Suter                                                           |
| Carrera por puntos Detalles                      | Niklas Larsen                                                             | Mark Stewart                                                                         | Kenny De Ketele                                                      |
| Madison Detalles                                 | Bélgica Kenny De Ketele Lindsay De Vylder                                 | Nueva Zelanda Thomas Sexton Campbell Stewart                                         | Reino Unido Mark Stewart Oliver Wood                                 |
| Santiago de Chile (8 al 10 de diciembre de 2017) |                                                                           |                                                                                      |                                                                      |
| Velocidad Detalles                               | Vasilijus Lendel                                                          | Denis Dmitriev                                                                       | Andriy Vynokurov                                                     |
| Velocidad por equipos Detalles                   | Rusia Denis Dmitriev Shane Perkins Pavel Yakushevskiy                     | Francia Rayan Helal Melvin Landerneau François Pervis                                | Corea del Sur Im Chae-bin Park Jeong Son Je-yong                     |
| Persecución por equipo Detalles                  | Nueva Zelanda Campbell Stewart Jared Gray Nicholas Kergozou Harry Waine   | Japón Shunsuke Imamura Ryo Chikatani Shogo Ichimaru Keitaro Sawada                   | Estados Unidos Gavin Hoover Ashton Lambie Adrian Hegyvary Eric Young |
| Keirin Detalles                                  | Yuta Wakimoto                                                             | Andriy Vynokurov                                                                     | Pavel Kelemen                                                        |
| Omnium Detalles                                  | Daniel Holloway                                                           | Eiya Hashimoto                                                                       | Roman Gladysh                                                        |
| Madison Detalles                                 | Nueva Zelanda Thomas Sexton Campbell Stewart                              | Italia Francesco Lamon Michele Scartezzini                                           | Austria Andreas Graf Andreas Müller                                  |
| Minsk (19 al 21 de enero de 2018)                |                                                                           |                                                                                      |                                                                      |
| Velocidad Detalles                               | Matthijs Büchli                                                           | Vasilijus Lendel                                                                     | Theo Bos                                                             |
| Velocidad por equipos Detalles                   | Países Bajos Roy van den Berg Matthijs Büchli Theo Bos                    | Polonia Rafał Sarnecki Krzysztof Maksel Kamil Kuczyński                              | Francia Benjamin Edelin Michaël D'Almeida Rayan Helal                |
| Persecución por equipo Detalles                  | Team KGF Daniel Bigham Charlie Tanfield Harry Tanfield Jonathan Wale      | Lokosphinx Kirill Sveshnikov Alexander Evtushenko Sergey Shilov Dmitri Sokolov       | Lev Gonov Dmitry Mukhomediarov Ivan Smirnov Gleb Syritsa             |
| Keirin Detalles                                  | Matthijs Büchli                                                           | Stefan Ritter                                                                        | Lewis Oliva                                                          |
| Carrera por puntos Detalles                      | Jan-Willem van Schip                                                      | Cheung King Lok                                                                      | Ivo Oliveira                                                         |
| Scratch Detalles                                 | Yauheni Karaliok                                                          | Ivo Oliveira                                                                         | Vitaliy Hryniv                                                       |
| Omnium Detalles                                  | Jan-Willem van Schip                                                      | Szymon Sajnok                                                                        | Mamyr Stash                                                          |
| Madison Detalles                                 | Hong Kong Leung Chun Wing Cheung King Lok                                 | Países Bajos Roy Pieters Wim Stroetinga                                              | Portugal Rui Oliveira Ivo Oliveira                                   |

### Femeninos
| Evento                                           | Ganadora                                                                    | Segunda                                                                     | Tercera                                                            |
| Pruszków (3 al 5 de noviembre de 2017)           | Pruszków (3 al 5 de noviembre de 2017)                                      | Pruszków (3 al 5 de noviembre de 2017)                                      | Pruszków (3 al 5 de noviembre de 2017)                             |
| ------------------------------------------------ | --------------------------------------------------------------------------- | --------------------------------------------------------------------------- | ------------------------------------------------------------------ |
| Velocidad Detalles                               | Kristina Vogel                                                              | Stephanie Morton                                                            | Mathilde Gros                                                      |
| Velocidad por equipos Detalles                   | Alemania Pauline Grabosch Kristina Vogel Helena Casas                       | Países Bajos Kyra Lamberink Hetty van de Wouw                               | Rusia Daria Shmeleva Anastasia Voynova                             |
| Persecución Individual Detalles                  | Justyna Kaczkowska                                                          | Annemiek van Vleuten                                                        | Elisa Balsamo                                                      |
| Persecución por equipos Detalles                 | Italia Elisa Balsamo Tatiana Guderzo Francesca Pattaro Silvia Valsecchi     | Italia Allison Beveridge Ariane Bonhomme Annie Foreman-Mackey Kinley Gibson | Francia Emily Nelson Neah Evans Emily Kay Manon Lloyd              |
| Keirin Detalles                                  | Kristina Vogel                                                              | Daria Shmeleva                                                              | Stephanie Morton                                                   |
| Carrera por puntos Detalles                      | Lotte Kopecky                                                               | Hanna Solovey                                                               | Coralie Demay                                                      |
| Omnium Detalles                                  | Kirsten Wild                                                                | Jennifer Valente                                                            | Amalie Dideriksen                                                  |
| Scratch Detalles                                 | Maria Averina                                                               | Justyna Kaczkowska                                                          | Olivija Baleišytė                                                  |
| Madison Detalles                                 | Bélgica Lotte Kopecky Jolien D'Hoore                                        | Reino Unido Elinor Barker Emily Nelson                                      | Maria Giulia Confalonieri Elisa Balsamo                            |
| Mánchester (10 al 12 de noviembre de 2017)       |                                                                             |                                                                             |                                                                    |
| Velocidad Detalles                               | Kristina Vogel                                                              | Laurine van Riessen                                                         | Anastasia Voynova                                                  |
| Velocidad por equipos Detalles                   | Alemania Kristina Vogel Miriam Welte                                        | Rusia Anastasia Voynova Daria Shmeleva                                      | China Shanju Bao Yufang Guo                                        |
| Persecución por equipos Detalles                 | Reino Unido Elinor Barker Katie Archibald Emily Nelson Neah Evans           | Italia Francesca Pattaro Elisa Balsamo Tatiana Guderzo Silvia Valsecchi     | Japón Kie Furuyama Yumi Kajihara Kisato Nakamura Yuya Hashimoto    |
| 500m contrarreloj Detalles                       | Daria Shmeleva                                                              | Miriam Welte                                                                | Olena Starikova                                                    |
| Keirin Detalles                                  | Kristina Vogel                                                              | Shanne Braspennincx                                                         | Laurine van Riessen                                                |
| Omnium Detalles                                  | Jennifer Valente                                                            | Katie Archibald                                                             | Amalie Dideriksen                                                  |
| Scratch Detalles                                 | Rachele Barbieri                                                            | Yang Qianyu                                                                 | Jolien D'Hoore                                                     |
| Madison Detalles                                 | Reino Unido Elinor Barker Katie Archibald                                   | Bélgica Jolien D'Hoore Lotte Kopecky                                        | Rachele Barbieri Elisa Balsamo                                     |
| Milton (1 al 3 de diciembre de 2017)             |                                                                             |                                                                             |                                                                    |
| Velocidad Detalles                               | Kristina Vogel                                                              | Shanne Braspennincx                                                         | Laurine van Riessen                                                |
| Velocidad por equipos Detalles                   | Alemania Kristina Vogel Miriam Welte                                        | Países Bajos Hetty van de Wouw Laurine van Riessen                          | Corea del Sur Kim Won-gyeong Lee Hye-jin                           |
| Persecución por equipos Detalles                 | Canadá Ariane Bonhomme Kinley Gibson Annie Foreman-Mackey Allison Beveridge | Nueva Zelanda Rushlee Buchanan Kirstie James Bryony Botha Michaela Drummond | Canadá Clara Copponi Coralie Demay Laurie Berthon Valentine Fortin |
| Keirin Detalles                                  | Kristina Vogel                                                              | Katy Marchant                                                               | Shanne Braspennincx                                                |
| Omnium Details Detalles                          | Yumi Kajihara                                                               | Allison Beveridge                                                           | Ellie Dickinson                                                    |
| Carrera por puntos Detalles                      | Katie Archibald                                                             | Jasmin Duehring                                                             | Jarmila Machačová                                                  |
| Madison Detalles                                 | Katie Archibald Ellie Dickinson                                             | Coralie Demay Laurie Berthon                                                | Racquel Sheath Michaela Drummond                                   |
| Santiago de Chile (8 al 10 de diciembre de 2017) |                                                                             |                                                                             |                                                                    |
| Velocidad Detalles                               | Lyubov Basova                                                               | Daria Shmeleva                                                              | Lee Hye-jin                                                        |
| Velocidad por equipos Detalles                   | Lyubov Basova Olena Starikova                                               | Shanju Bao Yufang Guo                                                       | Kim Won-gyeong Lee Hye-jin                                         |
| Persecución por equipos Detalles                 | Racquel Sheath Bryony Botha Rushlee Buchanan Kirstie James                  | Simona Frapporti Marta Cavalli Francesca Pattaro Silvia Valsecchi           | Yuya Hashimoto Kie Furuyama Kisato Nakamura Nao Suzuki             |
| Keirin Detalles                                  | Madalyn Godby                                                               | Natasha Hansen                                                              | Liubov Basova                                                      |
| Omnium Detalles                                  | Yumi Kajihara                                                               | Elisa Balsamo                                                               | Tetyana Klimchenko                                                 |
| Madison Detalles                                 | Michaela Drummond Racquel Sheath                                            | Trine Schmidt Julie Leth                                                    | Elisa Balsamo Marta Cavalli                                        |
| Minsk (19 al 21 de enero de 2018)                |                                                                             |                                                                             |                                                                    |
| Velocidad Detalles                               | Pauline Grabosch                                                            | Simona Krupeckaitė                                                          | Nicky Degrendele                                                   |
| Velocidad por equipos Detalles                   | Pauline Grabosch Emma Hinze                                                 | Miglė Marozaitė Simona Krupeckaitė                                          | Kim Won-gyeong Lee Hye-jin                                         |
| Persecución por equipo Detalles                  | Jennifer Valente Kelly Catlin Chloé Dygert Kimberly Geist                   | Martina Alzini Elisa Balsamo Marta Cavalli Simona Frapporti                 | Devaney Collier Maggie Coles-Lyster Erin Attwell Laurie Jussaume   |
| Keirin Detalles                                  | Nicky Degrendele                                                            | Lee Hye-jin                                                                 | Liubov Basova                                                      |
| Carrera por puntos Detalles                      | Kirsten Wild                                                                | Maria Giulia Confalonieri                                                   | Anita Stenberg                                                     |
| Scratch Detalles                                 | Aline Seitz                                                                 | Elinor Barker                                                               | Amy Pieters                                                        |
| Omnium Detalles                                  | Kirsten Wild                                                                | Elinor Barker                                                               | Jennifer Valente                                                   |
| Madison Detalles                                 | Letizia Paternoster Maria Giulia Confalonieri                               | Kirsten Wild Amy Pieters                                                    | Maria Novolodskaya Olga Zabelinskaya                               |

## Clasificaciones finales
- Las clasificaciones finalizaron de la siguiente forma:[2]

### Países
| Pos | País/Equipo   | Pruszków | Mánchester | Milton | Santiago de Chile | Minsk  | Total   |
| --- | ------------- | -------- | ---------- | ------ | ----------------- | ------ | ------- |
| 1.  | Alemania      | 6433.5   | 6425.0     | 3545.0 | 2755.0            | 4245.0 | 23403.5 |
| 2.  | Francia       | 4545.0   | 6397.5     | 4152.5 | 1495.0            | 4070.0 | 20678.5 |
| 3.  | Italia        | 5391.0   | 4701.0     | 1982.0 | 3490.0            | 4795.0 | 19586.0 |
| 4.  | Rusia         | 5647.0   | 3623.5     | -      | 4055.0            | 5057.5 | 19204.5 |
| 5.  | Reino Unido   | 5590.0   | 4971.0     | 5800.0 | 2155.0            | -      | 18897.5 |
| 6.  | Países Bajos  | 4695.0   | 3836.0     | 2250.0 | 4575.0            | -      | 17355.0 |
| 7.  | Polonia       | 4415.0   | 3090.0     | 2815.0 | -                 | 5150.0 | 17235.5 |
| 8.  | Ucrania       | 5158.0   | 4161.0     | 2265.0 | 4700.0            | 2685.0 | 17155.0 |
| 9.  | Nueva Zelanda | 5300.0   | 4930.0     | 5915.0 | 4840.0            | -      | 15502.5 |
| 10. | España        | 3120.5   | 3829.5     | 3147.5 | 1062.5            | 2110.0 | 13270.0 |